# علاء الدين كوفال
علاء الدين كوفال (بالتركية: Alaâddin Koval)‏ (ولد في القسطنطينية (إسطنبول عام 1882)، وتوفي في 8 أغسطس 1930؛ إسطنبول) كان ضابطاً في الجيش العثماني وجنرالاً في الجيش التركي.
دخل المدرسة العسكرية في 13 أغسطس 1901 وتخرج في 22 أغسطس 1903 برتبة ملازم. ثم واصل تعليمه في الأكاديمية العسكرية وتخرج في 26 سبتمبر 1906 برتبة نقيب. شارك في حروب البلقان والحرب العالمية الأولى. خلال حرب الاستقلال التركية خدم في قيادة الفرقة 55 بأمر من جعفر طيار باشا قائد الفيلق الأول في تراقيا الشرقية. في 1 مارس 1922 تمت ترقيته إلى رتبة عقيد. عمل أولاً كرئيس أركان لجبهة إلشيزاير وفي أبريل 1922 تم تعيينه قائدا للفرقة 41. بعد الحرب حصل على وسام الاستقلال (جمهورية تركيا).
بعد ذلك عمل كمفتش للجيش الأول وقائد الفرقة الأولى. في عام 1927 تمت ترقيته إلى رتبة لواء وأصبح باشا. توفي في 8 أغسطس 1930 في إسطنبول. دفن في مقبرة قراج أحمد في إسطنبول. تم نقل جثمانه إلى مقبرة الدولة التركية في 27 سبتمبر 1988.